# Keresőrendszer (mesterséges intelligencia)
A mesterséges intelligencia tudományában keresőrendszer alatt olyan (általában, de nem feltétlenül, számítógépes program alakjában megvalósított) problémamegoldó rendszert értenek, ami képes egy reprezentációs gráf csúcsait megvizsgálni és döntést hozni arról, hogy célcsúcsok-e (ld. algoritmusok/problémamegoldás/gráfreprezentáció ill. reprezentációs gráf).
Formálisan a keresőrendszer egy (G, s, C, M, Gmt, S) hatossal reprezentálható, ahol:

G, C, M, Gmt, a többi pedig elem; konkrétan
- {\displaystyle G=\left(V,E\right),E\subseteq V\times V} egy irányított gráf, esetleg multigráf;
- {\displaystyle s\in V} a gráf egyik csúcsa, a neve startcsúcs,
- {\displaystyle C\subseteq V} a gráf csúcsainak egy (rész)halmaza, elemeit célcsúcsoknak nevezzük,
- M a megengedett elemi lépések, műveletek halmaza;
- {\displaystyle Gmt\subseteq V} szintén a gráf csúcsainak egy halmaza, a globális munkaterület,